# W64SA
W64SA（だぶりゅーろくよんえすえー）は、三洋電機（大阪）が開発し、京セラが日本国内向けに製造した、auブランドを展開するKDDIおよび沖縄セルラー電話のCDMA 1X WIN対応携帯電話である。

## 特徴
- 基本的なスペックは同時に発表されたW63SAとほぼ同じであり、事実上その兄弟（姉妹）機にあたる端末でEZ FeliCaに対応しているが、CDMAローミングおよびテレビ電話に非対応となっている。ただしW63SAでのICレコーダー機能に加え、KCP時代の三洋端末で搭載されていた時短検索機能（数字キーの長押しで該当する行のアドレス帳が表示出来るものである。）が復活しているなどの違いがある。
- 端末を振ると5つの色の組み合わせが次々と浮かび上がる「シェイクイルミ」や、端末を立てると色づいた光の影がゆっくりと沈んでいくような「イルミドロップ」などの光のイルミネーションを重視した女性向け端末である（ただし、本体色が「ブラックボトル」に限り、一部の男性ユーザーも視野に入れている）。
- 本機に装備されているホイップアンテナ（ロッドアンテナ）はワンセグ放送受信時のほかにFM放送受信時にも対応する。したがってFMチューナーを使用する場合、本機にアンテナ用のイヤホンコードを接続する必要がないので手軽にFM放送を聴く事が可能である。
- なお、この機種はauの旧式型番ルール最後のSAブランド機であり、これ以降2009年秋冬モデルのSA001が登場する（2009年10月30日発売）までSAブランド機は一時的であるが休止した。

## 沿革
- 2008年（平成20年）6月3日 - KDDI、および京セラより公式発表。
- 2008年7月26日 - 全国にて一斉発売。
- 2008年12月 - 販売終了。
- 2012年（平成24年）7月22日 - L800MHz（旧800MHz帯・CDMA Bandclass 3）帯エリアによる音声・データ通信サービスの停波によりそれ以降はN800MHz（新800MHz帯・CDMA Bandclass 0 Subclass 2）帯エリア、および2GHz（CDMA Bandclass 6）帯エリアの各音声・データ通信サービスで利用する事となる（予定）。

## 対応サービス
| 主な対応サービス                                       | 主な対応サービス                 | 主な対応サービス                                             | 主な対応サービス                |
| ------------------------------------------------------ | -------------------------------- | ------------------------------------------------------------ | ------------------------------- |
| au LISTEN MOBILE SERVICE                               | LISMOビデオクリップ              | LISMO Video                                                  | EZ着うたフル EZ着うたフルプラス |
| au BOX                                                 | ワイヤレスミュージック           | au Smart Sports Run & Walk Karada Manager カロリーカウンター | EZナビウォーク 3D・声de入力対応 |
| EZ助手席ナビ                                           | 安心ナビ                         | 災害時ナビ                                                   | ナカチェン                      |
| EZアプリ FullGame! Bluetooth対戦                       | EZアプリ(BREW)                   | オープンアプリプレイヤー                                     | PCサイトビューアー              |
| EZケータイアレンジ アレンジメニュー                    | au oneガジェット                 | じぶん銀行アプリ (ダウンロードが必要)                        | EZ・FM                          |
| EZチャンネル EZチャンネルプラス EZニュースフラッシュ   | Touch Message                    | EZFeliCa                                                     | ケータイ de PCメール            |
| デコレーションメール 絵しゃべりメール ラッピングメール | デコレーションアニメ             | au one メール                                                | 緊急通報位置通知                |
| ワンセグ                                               | グローバルパスポート (CDMA・GSM) | 赤外線通信 (irSimple)                                        | Bluetooth                       |

## 不具合
2008年7月26日に以下の不具合の修正がケータイアップデートにより行われた。
- ダウンロードしたauクーポンを再生しようとした場合、「サイズオーバーです。再生できません。」と表示される

2008年8月22日に以下の不具合の修正がケータイアップデートにより行われた。
- EZweb等利用中に電源のリセットやキー操作を受け付けない状態になる場合がある。

2008年10月24日に以下の不具合の修正がケータイアップデートにより行われた。
- 2画面状態でケータイサイトのページ更新を行うと、電源のリセットやキー操作を受付けない状態になる場合がある
- 会員登録済の特定サイトにおいて、初期値が入力項目に表示されない場合がある

2009年5月27日に以下の不具合の修正がケータイアップデートにより行われた。
- EZweb利用中に電源のリセットやキー操作を受付けない状態になる場合がある
- Eメール受信時に何らかのキーを押下すると、電源がリセットする場合がある
- ムービーを早送りすると、キー操作を受付けない状態になる場合がある

## 備考・補足
- ホットメールなど、通常の携帯ならアクセス可能なサイトを本機ではアクセス・閲覧することができない。

2009年9月現在、Yahoomail,GMail(Googlemail),数社のプロバイダ（Hi-Hoなど）のWebメールがアクセス・閲覧することができる。
- LISMO Player、FMラジオ、ワンセグテレビなどはBGM利用が可能である。ただしマルチキー(本体右側面)にて切り替えが必要。
- 本機種は旧・三洋電機（大阪）携帯電話開発チームが最後に単独で開発した機種でもある。したがってSA001以降のSAブランドの機種からは京セラ携帯電話開発チームとの合同開発となっている。[注釈 1]